# Церква Покрови Пресвятої Богородиці (Анхімово)
Церква Покрови Пресвятої Богородиці — багатобанна, ярусна церква, що була побудована в селі Анхімово (нині територія Витегорського району, Вологодська область). Знищена внаслідок пожежі 1963 року.

## Архітектура
За поземним планом — це восьмерик з чотирма прирубами-прибудовами. Цей тип виник і використовувався ще в 16 столітті, відомий зразок якого — церква Климента Папи Римського 1501 року (село Уна, нині Архангельська область, знищена). Хрещаті церкви дозволяли збільшити їх площу і покращити силует храму. Вже церква Климента Папи Римського 1501 р. мала подвійні барабани, прикрашені банями. Бічні об'єми-прируби створювали логічний перехід до центральної вежі храму, увінчаної високим дахом-шатром. Все це мали і Покровський храм в селі Анхімово, і Преображенська церква в Кижах, де є і бічні об'єми-прируби, і подвійні бочки, і найвищий центральний стовп-об'єм. В анхимівській церкві Покрови дах-шатро замінили на баню, більшу за бічні бані, що підкреслювало її головування в силуеті. Ця композиція, але з удосконаленнями, була використана і в Преображенській церкві в Кижах.

## Бригада будівничих

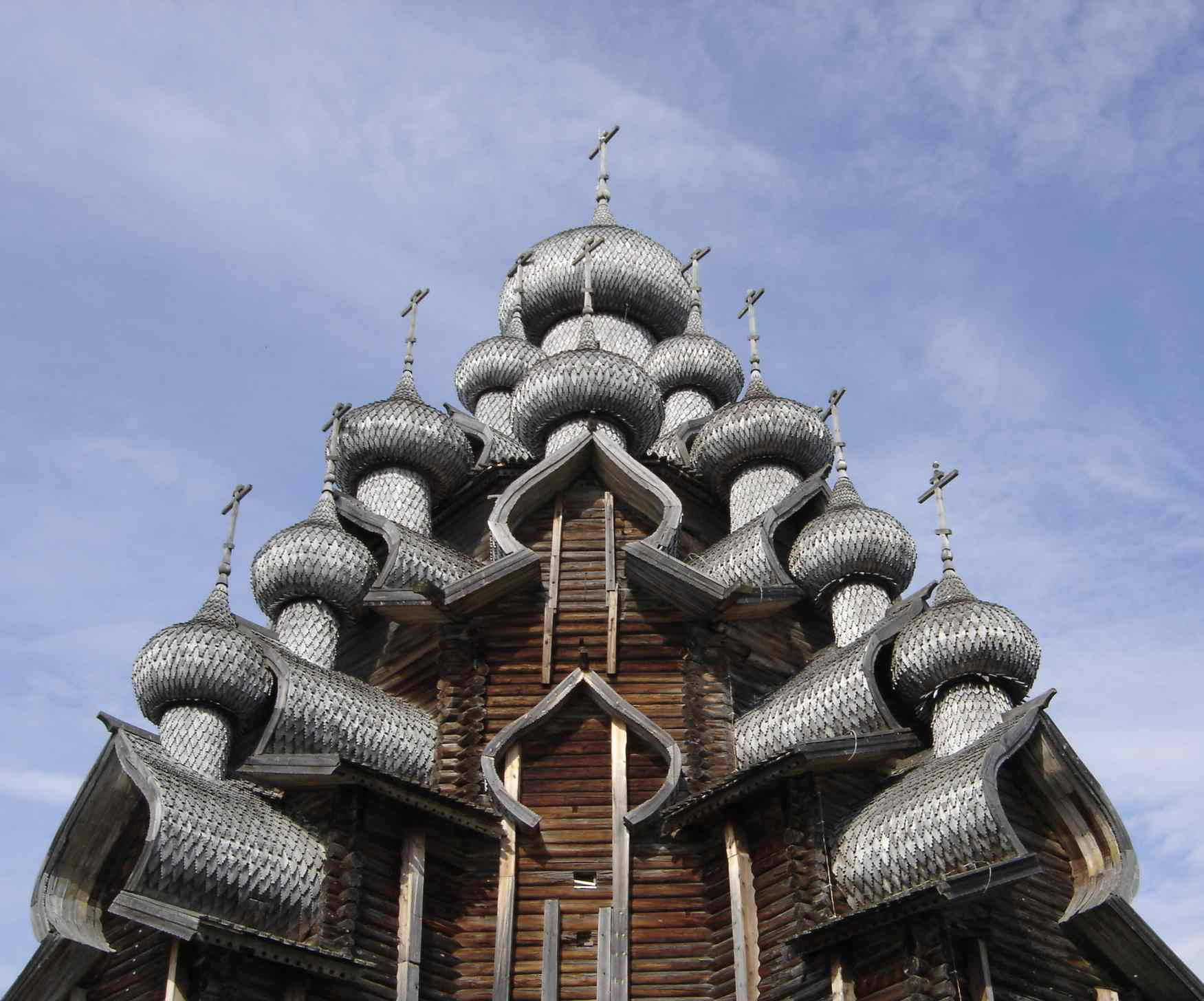
Ярусна композиція Преображенської церкви в Кіжах.

До питання авторства підходять за аналогією. За одною з гіпотез, церкву Преображення Господня в Кижах створила та ж бригада будівничих, що і Покровську в селі Анхімово. Бо Преображенська в Кіжах виникла через шість років після Покровської в Анхімово. Майстрів логічно могли запросити на нове будівництво. Бригада на побудові Покровської церкви в селі Анхімово складалася з сімдесяти п'яти (75) теслярів, яким допомагало дванадцять жінок.

## Архітектурна копія споруди
Незважаючи на деякі недоліки архітектурного образу, церква Покрови в селі Анхімово мала власні переваги. Храм знищений через штучну пожежу 1963 року. Дослідникам і прихильникам дерев'яної архітектури було важко примиритись з втратою значущої пам'ятки. На околиці міста Санкт-Петербург вибудувана архітектурна копія знищеного храму з села Анхімово.